# Morrisonnepa jurassica
Morrisonnepa jurassica — викопний вид клопів, що існував у пізній юрі (151 млн років тому). Описаний у 2020 році.

## Скам'янілості
Скам'янілий відбиток комахи на плиті виявлений у 2017 році у відкладеннях формації Моррісон в окрузі Сан-Хуан на півдні штату Юта. Голотип складається з фрагмента більшої частини черевця та двох фрагментів передніх крил.